# Palace of the Governors
Le Palace of the Governors est un bâtiment américain à Santa Fe, dans le comté de Santa Fe, au Nouveau-Mexique. Construit en 1610, il est pendant des siècles le siège des autorités dirigeant le Nuevo México avant d'être rénové et transformé en espace muséal pour le New Mexico History Museum en 1909, date qui marque l'origine de l'architecture Pueblo Revival qui caractérise aujourd'hui la région.
C'est le plus ancien bâtiment public occupé et dévolu à cet usage sans interruption dans le pays. 
Le Palace of the Governors est classé National Historic Landmark depuis le 9 octobre 1960 et il est inscrit au Registre national des lieux historiques depuis le 15 octobre 1966. C'est également une propriété contributrice au district historique de Santa Fe depuis la création de ce district historique le 23 juillet 1973. C'est enfin un National Treasure depuis 2015.